# Batsada
Batsada (en rus: Бацада) és un poble del Daguestan, a Rússia, que en el cens del 2010 tenia 754 habitants. Pertany al districte rural de Gunib.